# 李桥镇 (富顺县)
李桥镇，是中华人民共和国四川省自贡市富顺县下辖的一个乡镇级行政单位。

## 行政区划
李桥镇下辖以下地区：
李桥社区、新雨社区、五福村、花渔村、慈云村、八甲村、川主村、石高村、王庙村、高滩村、石盘村、小桥村、车桥村、大地村和腰塘村。